# Germano di Kazan' e Svijažsk
Germano, al secolo Gregorio (3 agosto 1490 – 1567), è stato archimandrita del monastero di Staritsa, egumeno del monastero di Svijažsk, arcivescovo di Kazan' e, infine, Metropolita di Mosca e di tutta la Russia.
È venerato come santo dalla Chiesa ortodossa russa, che lo ricorda il 6 novembre, il 23 giugno e il 25 settembre.

## Biografia
Originario di Starica e membro della famiglia boiarda dei Polevi, prese in gioventù i voti monastici nel monastero di Volokolamsk. Qui, sotto la direzione dell'egumeno Gurij passò i primi anni della propria vita svolgendo il compito di copista. Nel 1551 fu nominato archimandrita del monastero di Staritsa, ruolo che occuperà per due anni: lo sostituirà il monaco Giobbe, destinato a diventare il primo Patriarca russo. Nel 1553 prese parte al sobor di Mosca, durante il quale l'assemblea decise di lasciare alle sue cure nel monastero di Volokolamsk il religioso Baškin, accusato di eresia poiché, nelle sue predicazioni, negava la Santa Trinità.
A seguito della conquista del Khanato di Kazan', Giurij, padre spirituale di Germano, fu nominato arcivescovo di Kazan'. Germano fu a sua volta posto da quest'ultimo a capo del Monastero Bogoroditskij sito a Svijažsk, nella nuova diocesi. Qui, secondo quanto tramandatoci dalle sue agiografie, pose le basi per la futura cristianizzazione della regione. Dopo la morte di Giurj, avvenuta nel 1564, Germano fu eletto come suo successore. Su insistenza di Ivan IV di Russia e contro il suo volere fu nominato due anni più tardi Metropolita di Mosca e di tutta la Russia. Occupò il seggio per pochi mesi: incessantemente critico nei confronti della politica dello zar cadde in disgrazia presso quest'ultimo che lo dichiarò decaduto dal proprio ruolo e lo condannò a vivere nella capitale sotto stretta sorveglianza degli opričniki. Morì il 6 novembre 1567.

## Culto
Le sue reliquie furono in seguito traslate nel 1595 nella Cattedrale dell'Ascensione di Svijažsk e nel 1714 nel Monastero Bogoroditskij.